# わたしのお母さん
『わたしのお母さん』（わたしのおかあさん）は、杉田真一監督により2022年11月11日に公開された日本映画。主演は井上真央。メインテーマ曲「memories」はmayo（岡本真夜）が担当した。

## あらすじ
「お母さんを困らせて、楽しい?」
ふと母である寛子の口から漏れ出た𠮟責の言葉に、長女の夕子が俯いたその顔をゆっくりと上げて寛子を見つめる。母の寛子と長女の夕子との間に生まれた修正の利かなくなってきた深い溝。自分が好きでない色の服を押しつける母に困惑する夕子。満開の桜が咲く道を夕子の妹である晶子と楽しそうに歩く母の背中を少し離れた場所から見つめる夕子の心はどこか淋しげだった。本作では夕子の弟で長男の勝や、夕子が勤務するスーパーの店長とのやり取りの中で埋まることのない母と娘との深い溝が少しずつ広がっていくさまを描く。

## キャスト
- 夕子：井上真央、丸山澪（幼少）
- 寛子（夕子の母）：石田えり[1][4]
- 晶子（夕子の妹）：阿部純子[1][4]
- 勝（夕子の弟）：笠松将[1][4]
- 勝の妻：ぎぃ子[1][4]
- 夕子の夫：橋本一郎[1][4]
- スーパーの店長：宇野祥平[1][4]

## スタッフ
- 監督：杉田真一
- 脚本：杉田真一、松井香奈
- 企画：堀部昭広、三好保洋
- プロデューサー：兼田仁
- 撮影：鈴木周一郎
- 照明：志村昭裕
- 録音：山本タカアキ、高田林
- 整音：長島慎介
- 美術：宇山隆之
- 装飾：塩川節子
- スタイリスト：白石妙子
- ヘアメイク：豊川京子
- サウンドエディター：伊東晃
- 編集：早野亮
- 音楽：稲岡真吾
- メインテーマ：「memories」作曲・演奏：mayo（岡本真夜）
- 助監督：窪田祐介
- 制作担当：牧信介、伊達真人
- 制作プロダクション：プラザ知立、ベストブレーン
- 配給：東京テアトル
- 製作：2022「わたしのお母さん」製作委員会（刈谷日劇、アン・ヌフ、TCエンタテインメント、東京テアトル、U-NEXT、リトルモア）